# San Michele di Ganzaria
San Michele di Ganzaria (San Micheli in siciliano) è un comune italiano di 2 791 abitanti della città metropolitana di Catania in Sicilia.
Dal 2022 il comune fa parte del progetto del Primo parco mondiale dello stile di vita mediterraneo insieme ad altre 103 città del centro Sicilia.

## Geografia fisica

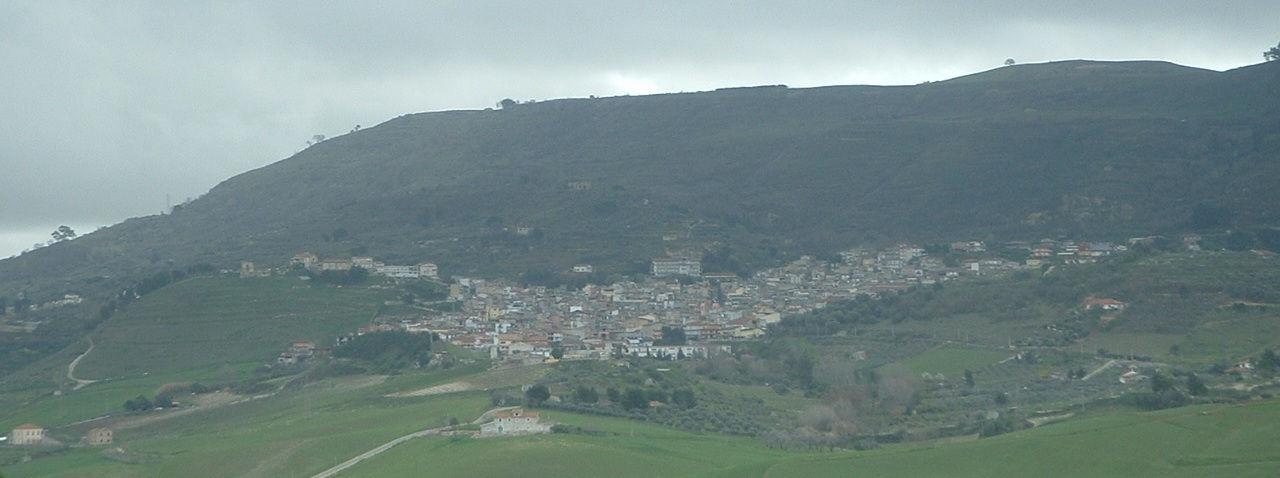
Panoramica di San Michele di Ganzaria

Il territorio si estende su una superficie di 25,59 km² ad un'altezza media di 490 m s.l.m. in zona prevalentemente collinare nei pressi della montagna della Ganzaria a sud dei monti Erei, nella Sicilia centrale.
La zona rurale è di gran lunga maggiore della urbana.

### Dintorni
La montagna della Ganzaria si estende in parte nel territorio comunale di San Michele di Ganzaria ed in parte in quello di Caltagirone. La montagna deve il suo nome al toponimo arabo "cinghialeria", poiché in quest'area anticamente si cacciavano i cinghiali ed è suddivisa in otto contrade: Consorto, Cutuminello, Listingazzo, Monte Zabaino, Pesce Morto, Piano Caltagironese, Piano Cannelle, Vallone dell'Eremita.
Vi si trova il rifugio appartenente al Corpo Forestale della Regione Siciliana ("Case Costa") e un'area attrezzata presso la pineta.

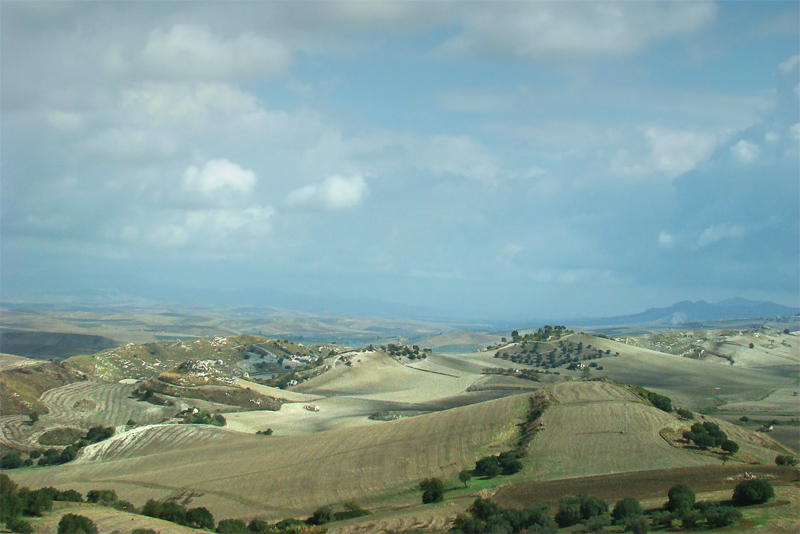
Panorama delle campagne del comune

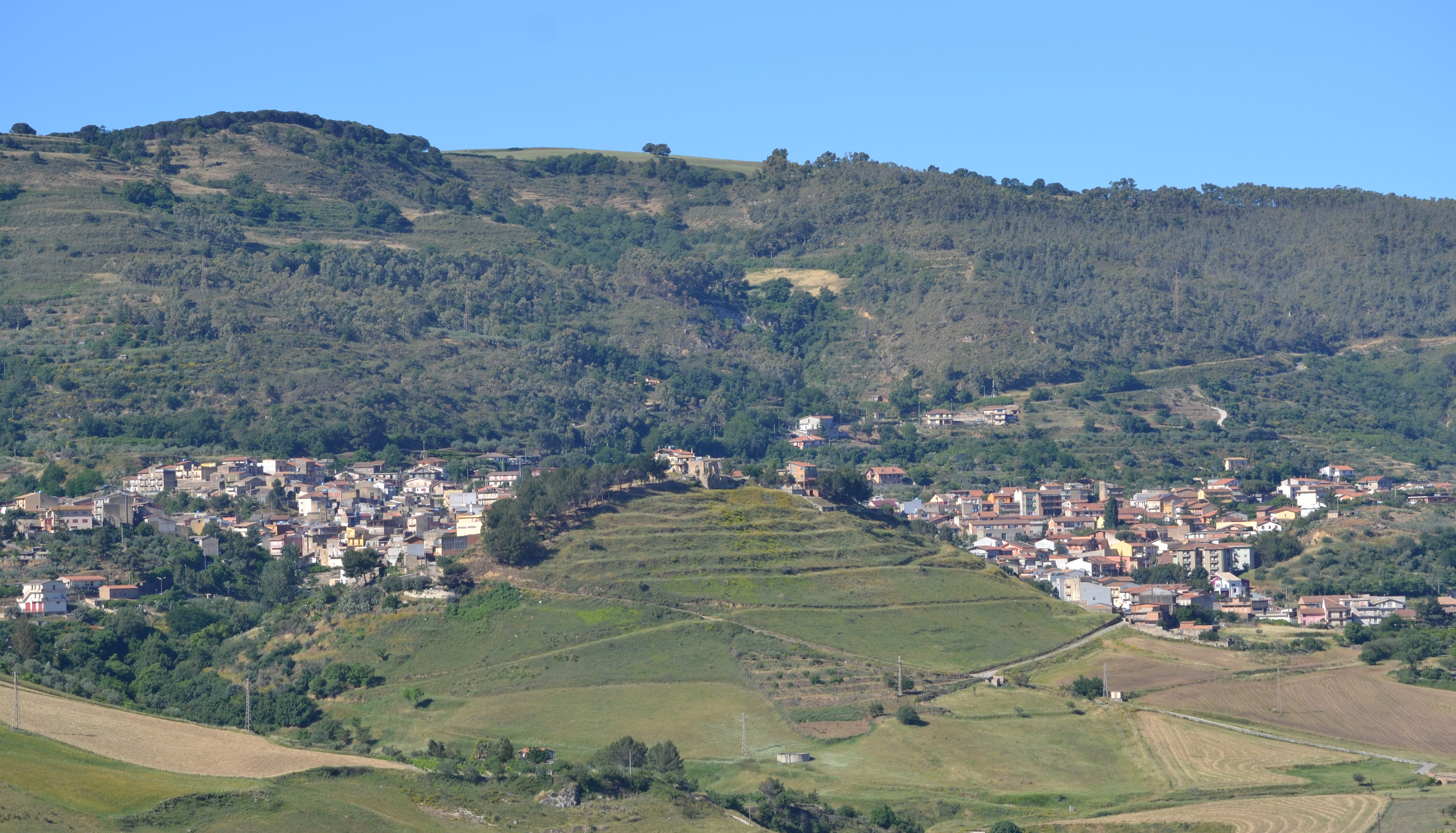
San Michele Ganzaria ai piedi della Montagna Ganzaria

La Montagna Ganzaria costituisce un sito di straordinario interesse anche per la presenza di siti archeologici che hanno permesso di delineare le realtà culturali dall'età preistorica all'età rinascimentale. Nella località di Monte Zabaino è stato rinvenuto un sito preistorico collocato tra la fase finale dell'età del rame e la prima età del bronzo.
Nel sito Piano Cannelle-Castellazzo, localizzato nella parte occidentale della Montagna, è stata rinvenuta, grazie alle ricerche condotte dalla Soprintendenza BB.CC.AA. di Catania, una necropoli risalente al periodo tardo-antico e bizantino, già segnalata agli inizi del Novecento dall'archeologo Paolo Orsi (Orsi, 1905).
Il sito Poggio Pizzuto è localizzato sulla sommità di un crinale collinare, parte sud-occidentale della Montagna della Ganzaria. Le indagini archeologiche hanno permesso, nel tempo, la scoperta di una torre di avvistamento di età angioino-aragonese, posta a controllo del versante sud-occidentale del vallone dell'Eremita che si apre sulla piana di Gela (CL).

## Storia
Probabile stazione di sosta dell'itinerario Antonino n.88 che da Catania andava ad Agrigento e identificata come Gelasium Philosophianis , con probabile associazione a un casale, quale Solus aprae Capitoniana, secondo la Divalis Sacra del 13 settembre del 538 dell'Imperatore Giustiniano .
Abitata dai bizantini, a seguito dell'invasione araba dell'830 , gli abitanti si rifugiarono sulla montagna. La denominazione di Sanctus Michael fu, probabilmente, l'etimo che essi si portarono dietro, avendo particolare culto per l'Arcangelo Michele . Due monete, risalenti al periodo dell'Imperatore Costantino I, una ritrovata dall'archeologo Paolo Orsi e un'altra, casualmente, da un escursionista, in periodi diversi e nelle due località di valle e di monte, ne testimonierebbero il legame.
Con il conquisto arabo la località fu nominata Jhanzariah, stesso etimo di Solus aprae, identificante un luogo acquitrinoso frequentato da suidi selvatici.
Il nome Sanctus Michael appare per la prima volta durante il periodo normanno quale citazione di un casale e relativa chiesa (fanum gallorum), proprietà del Papato e assegnata a Richard Palmer all'atto dell'investitura a Vescovo della Diocesi di Siracusa nel 1168 .
Il primo tenutario del feudo Ganzaria, dopo il vescovo Palmer, risulta essere stato Riccardo Guarna che, dalla riassegnazione dei tenimenti da parte dell'Imperatore Federico II di Svevia, prima del 1245 , ne ottenne l'investitura che fu poi riconcessa, da Carlo I d'Angiò, ai fratelli Guglielmo, Simone e Rinaldo Guarna nel 1270.
Nel 1282, il feudo passò a Gentile de Padula, un nobile che ebbe un ruolo di primo piano nello svolgimento dei Vespri Siciliani, in quanto latore di lettere credenziali di Pietro III d'Aragona, che incitavano alla rivolta i baroni dell'isola.
Dalla discendenza femminile del figlio Guglielmo, la baronia pervenne a Gugliotto de Timonia che ne subì la confisca per aver partecipato alla rivolta contro re Martino I nel 1395.
Dopo varie vicissitudini, il tenimento passò a Margherita Raynero che divenne baronessa di Ganzaria con regio decreto del 13 febbraio del 1405. La figlia Militia, sposando Pietro de Mohac, nel 1447, portò il feudo sotto la signoria dei Modica.
Nel 1482, Agata de Mohac, figlia di Pirrello e moglie di Vassallo Gravina, ottenne il feudo Ganzaria che trasmise al figlio Antonino, detto il bellicoso, nel 1515. E' probabile che, attorno all'anno 1520, durante l'esilio del barone a seguito di sommossa, il villaggio San Michele sia stato colpito da incendio che lo distrusse in buona parte.
Alla fine del XVI secolo il casale era andato distrutto da un incendio e il paese venne ricostruito da Antonio Gravina con la stipula dei Capitoli datata 25 settembre del 1534. I Capitoli vennero confermati nel 1554 dal viceré Ferdinando De Vega; con essi il barone Antonio Gravina assegnava, ad un gruppo di profughi cattolici albanesi (arbëreshët) di rito bizantino (allora detto “rito greco”) «tuctu lu feudu di Sanctu Micheli e tucta la Sausetta Soprana». 
Dopo perdono reale dell'Imperatore Carlo V, reintegrazione nel feudo e militanza nell'esercito, il barone Antonino firmò, con esuli albanesi di rito greco-cattolico, provenienti dalla Morea, un atto di comodato per la ricostruzione del villaggio e lo sfruttamento delle campagne. Alla base dell'accordo vi era, per gli albanesi, l'impegno a condurre sul luogo trenta famiglie; il barone Gravina avrebbe fatto approntare delle capanne provvisorie e avrebbe fatto costruire, entro tre anni, delle abitazioni definitive per gli albanesi, che avrebbero coltivato il feudo in cambio delle case.
I capitoli costituenti tale patto furono un esempio straordinario di accordo bilaterale, con obblighi reciproci, mai avvenuto fino ad allora. Il contratto fu sottoscritto il 25 settembre 1534 con ratifica del viceré Ferdinando de Vega nel 1554.
Il barone Antonino morì ne 1558 e fu sepolto nella cappella aragonese presso la cattedrale di Catania per concessione regia ottenuta dal suo predecessore Antonio Giacomo.
Gli albanesi, i cosiddetti "greci" dalle popolazioni limitrofe cattolico-romane, contrariamente ad altre colonie sparse in Sicilia, non riuscirono a tramandare né tradizioni, né lingua e neanche religione, forse perché non guidati da una figura ecclesiastica quale il Phtrfra (priftra, ovvero 'i sacerdoti', in lingua albanese) ma da un semplice previti probabile colono fungente da curato.
Non avendo notizie certe, probabilmente, a causa della perdita del rito bizantino, fu in questo tempo che venne a mancare a sua volta lingua e quindi usi e costumi albanesi fondatori del nuovo centro abitato.
La comunità col tempo s'integrò con genti proveniente da altri luoghi limitrofi, assimilandone dialetti, usi, costumi e religione tanto che, nel 1623, ebbe ad avere un sacerdote e confessore cattolico, ma dal cognome tipicamente "greco" [ovvero albanese], don Masi [Mëzi] Vernali.
La baronia venne successivamente elevata a ducato nel 1625 per concessione del re Filippo IV di Spagna
A seguito del terremoto del 1693, fu ricostruita la chiesa Madre in stile barocco sul preesistente impianto normanno e successivamente, nel 1833, ne fu completata la facciata in stile neo-gotico, dietro interessamento del Cardinale Gravina Moncada e l'auspicio di Ferdinando II, re delle Due Sicilie. 
Subito dopo, nel 1838, lo stesso Re, con la consorte Maria Teresa d'Austria, visitò la "sua" chiesa donando 100 once d'oro per il completamento del pavimento.
Dopo l'abolizione della feudalità, San Michele di Ganzaria divenne comune nel 1812 e nel 1875 fu completato l'assetto urbanistico del centro con la realizzazione dell'assetto viario e della piazza che, ornata di fontana, trasformò definitivamente il paese da un'entità rurale a piccola cittadina.

### Simboli
Lo stemma e il gonfalone sono stati concessi con decreto del presidente della Repubblica del 10 gennaio 1985.
(D.P.R. del 10 gennaio 1985)
Il gonfalone è un drappo di bianco.

## Monumenti e luoghi d'interesse

### Chiese e palazzi principali

#### Chiesa di San Michele Arcangelo

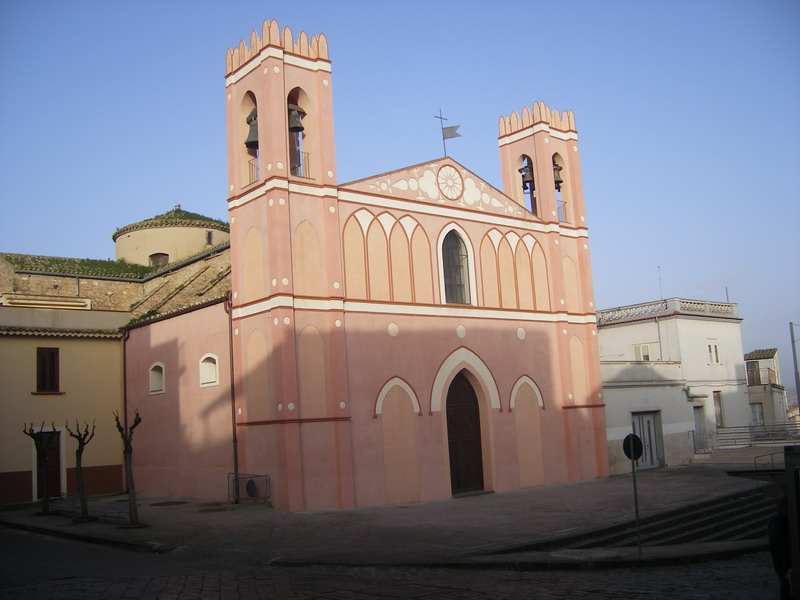
Facciata della chiesa madre, sulla destra l'Istituto delle Suore Ancelle Riparatrici del Sacro Cuore di Gesù, sulla sinistra la canonica

La chiesa madre è dedicata a san Michele arcangelo (XIII secolo), patrono del paese, ed è l'unica parrocchia di San Michele di Ganzaria. L'edificio ha una facciata in stile gotico-cistercense, con ai lati due torri campanarie merlate aggiunte solo nel corso del novecento.

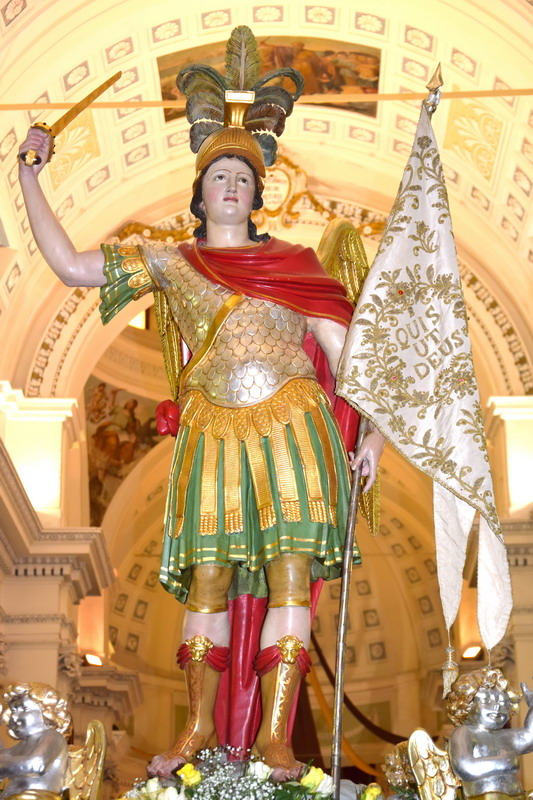
San Michele Arcangelo

#### Altri edifici
- Chiesa della Madonna del Rosario e relativa cripta (XVI secolo), recentemente restaurata anno 2008.
- Chiesa di San Giuseppe (XVII secolo).
- Chiesa del Monte Calvario.
- Museo della Ganzaria: museo provinciale, raccoglie oggetti di interesse archeologico, storico, scientifico ed etnografico relativi alla storia e della cultura degli abitanti del luogo.
- Ex Palazzo comunale di San Michele di Ganzaria, oggi sede, al primo piano, della biblioteca comunale recentemente istituita e, al secondo piano, della sala delle adunanze del Consiglio comunale (inizi del XX secolo).
- Edificio scolastico, oggi sede del Municipio (inizi del XX secolo).
- Castello ducale, ruderi (XVI secolo).

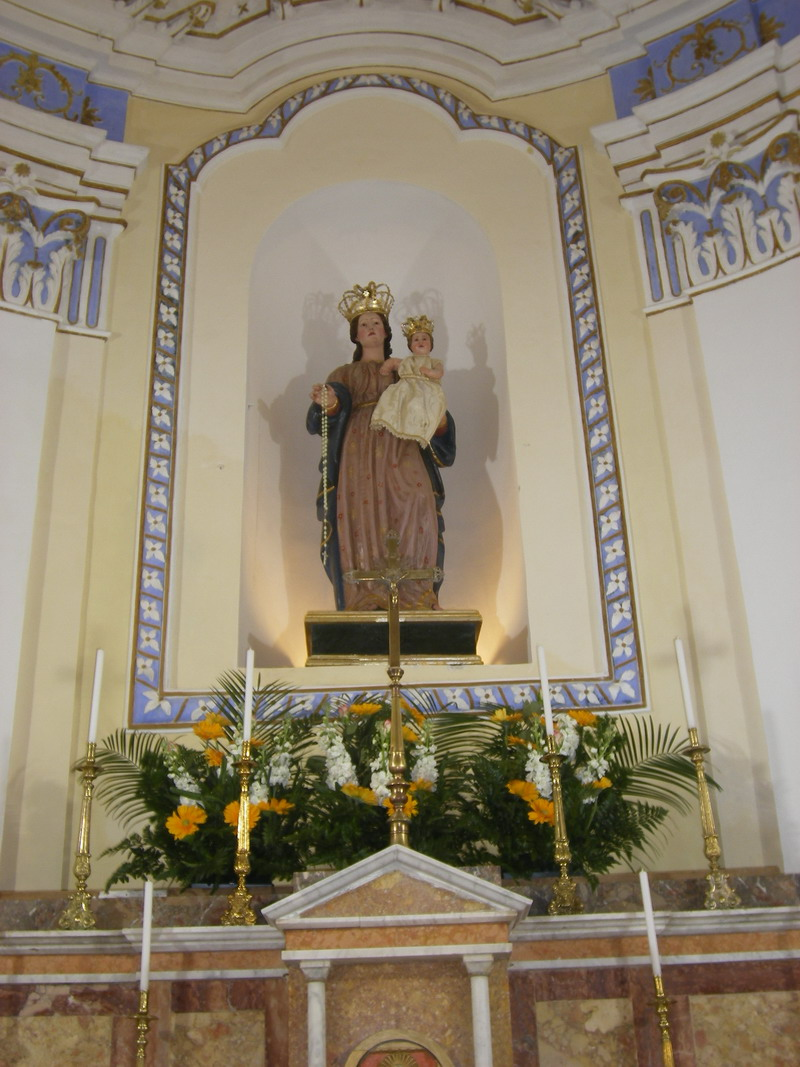
Madonna del Rosario

### Altre istituzioni
- Istituto Comprensivo Edmondo De Amicis, plesso "Felice Costa": scuola dell'infanzia, primaria e secondaria di primo grado
- Caserma "M.A.V.M. App. Michele Di Miceli", sede del locale comando stazione Carabinieri
- IPSSAR "Cucuzza-Euclide" Scuola Alberghiera.

Zone e Quartieri: la Silvia, la Cubba, il Monte, il Carmine, Santa Clelia, Verticchio, la Montagna, L'avulivu, U quartararu, la matrice, la stazione.

## Società

### Evoluzione demografica
Abitanti censiti

Dell'antica identità albanese di San Michele di Ganzaria sono rimaste rare parole albanesi sicilianizzate (cfr. il rione Santa Cricchia, da Kryqja Shejte, lett. Santa Croce, ovvero la Via Crucis o luogo dove vi era una o più croci, forse per la presenza nei pressi del vecchio cimitero), e ne sono testimonianza alcuni cognomi (Masi, Masaracchio, Dieli, Greco, Coci, Dara).

### Lingue e dialetti
San Michele di Ganzaria, nata come colonia di rifondazione albanese nel XV secolo, linguisticamente ha parlato l'albanese per alcuni secoli e professato il greco antico nel rito religioso. 
A partire dalla seconda metà del XVI secolo, dopo un periodo di lungo spopolamento e totale abbandono, San Michele di Ganzaria ha ricevuto un'ondata migratoria di esuli albanesi (arbëreshët) di rito greco-cattolico provenienti dall'Albania/Epiro. Come appare in un documento, il 25 settembre del 1534 agli esuli albanesi di rito bizantino, trenta famiglie, s'impegnarono con il barone "latino" Antonio Gravina, che aveva concesso loro la terra, a costruire entro un anno case in muratura. Il casale, chiamato da allora dai latini "Casale dei Greci" per via del rito religioso orientale dei suoi fondatori, si trasformò così in paese, ma la comunità ha perso nel corso degli ultimi secoli sia l'uso della lingua arbëreshe che le proprie tradizioni e memoria storica, venendo assorbita dalla circostante realtà locale. Il paese era conosciuto in lingua albanese Shën Mikelli dai suoi abitanti. Poche tracce della lingua e cultura albanese d'origine si trovano nella lingua parlata a San Michele di Ganzaria.
Il centro, secondo alcuni studiosi, ha in altro modo tracce dei dialetti gallo-italici, dovute a migrazioni avvenute nella Sicilia orientale di popolazioni Lombarde tra l'XI e il XIII secolo, come è avvenuto nelle comunità vicine di Caltagirone, Mazzarino, Piazza Armerina e Mirabella Imbaccari.

### Tradizioni e folclore

#### Festività e manifestazioni

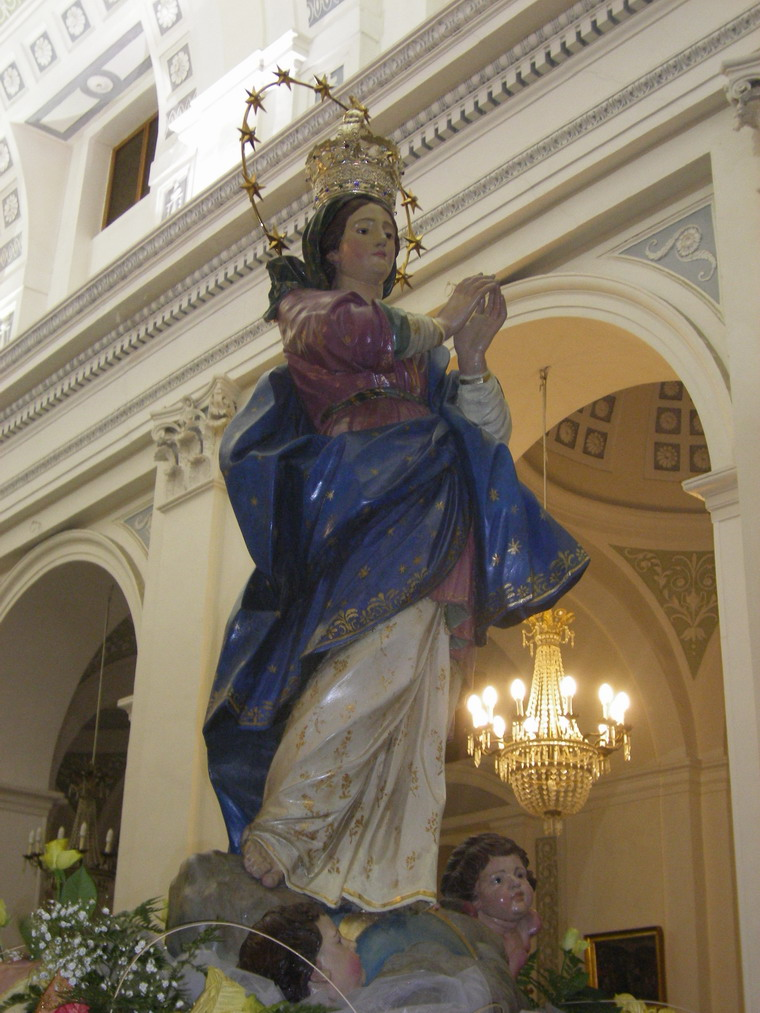
Immacolata Concezione Beata Vergine Maria

- Processione del Venerdì Santo (chiamata in dialetto locale Signuri ô Munti). Gli abitanti si riuniscono nella Chiesa del Calvario da cui parte una processione, di sette ore circa di durata, con la statua del "Cristo Morto" seguita dalla statua dell'"Addolorata" di Maddalena e di San Giovanni. La processione è tradizionalmente accompagnata dai "lamentatori", con una voce solista che recita le vicende principali della passione di Cristo e i coristi che intonano i lamenti strazianti della morte di Cristo sulla base della vocale pronunciata nella frase. La processione è accompagnata dalle marce funebri suonate dalla banda musicale.

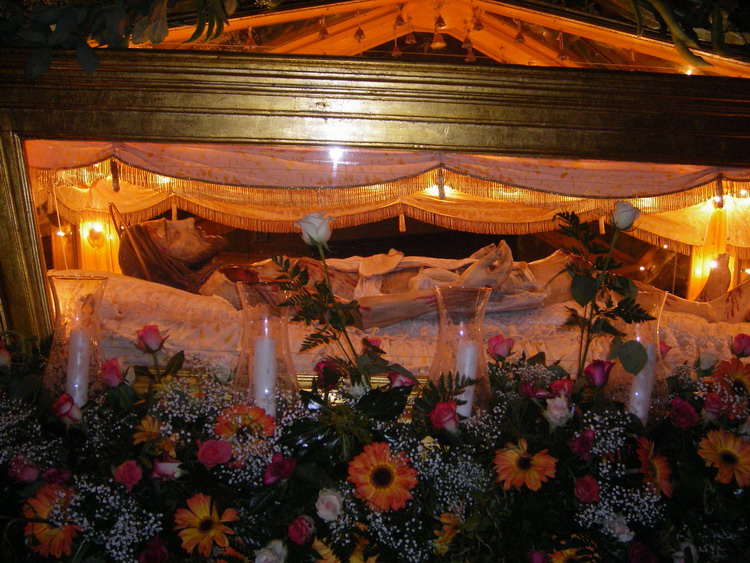
Statua del Cristo Morto

- Processione di San Francesco di Paola, la seconda domenica successiva alla Pasqua
- Festa della Immacolata Concezione della Beata Vergine Maria, 8 dicembre.
- Festa di Santa Lucia e tradizionale Luminaria (Falò) e "Cuccia", 12 dicembre
- Festa del Corpus Domini, giugno
- Festa della Madonna del Carmelo, 16 luglio
- Festa del Santo Patrono, san Michele Arcangelo, festeggiata la prima domenica di settembre. I festeggiamenti iniziano nella settimana precedente, accompagnati da eventi folkloristici e religiosi, tra serate danzanti e il famoso festival canoro. La domenica di San Michele è caratterizzata da fuochi d'artificio che accompagnano l'intera giornata: alle 8:30 del mattino, alle 12:00 dopo la celebrazione della Santa messa e poi all'uscita e all'entrata del Santo dalla chiesa madre.
- Sagra "Estate di San Martino", che si svolge nella seconda decade del mese di novembre.

## Cultura
Originario di una famiglia di San Michele di Ganzaria fu Tommaso Masaracchio, rivoluzionario che si batté per l'unificazione dell'Italia.

## Amministrazione
Di seguito è presentata una tabella relativa alle amministrazioni che si sono succedute in questo comune.
| Periodo          | Periodo          | Primo cittadino  | Partito                                      | Carica  | Note   |
| ---------------- | ---------------- | ---------------- | -------------------------------------------- | ------- | ------ |
| 17 giugno 1988   | 22 giugno 1993   | Carmelo Vitello  | Democrazia Cristiana                         | Sindaco | [ 32 ] |
| 22 giugno 1993   | 1º dicembre 1997 | Aldo Saporito    | la rete-mov.dem.                             | Sindaco | [ 32 ] |
| 1º dicembre 1997 | 28 maggio 2002   | Aldo Saporito    | L'Ulivo                                      | Sindaco | [ 32 ] |
| 28 maggio 2002   | 15 maggio 2007   | Gaetano Leonardi | lista civica                                 | Sindaco | [ 32 ] |
| 15 maggio 2007   | 9 maggio 2012    | Stefano Ridolfo  | Unione di Centro, Movimento per le Autonomie | Sindaco | [ 32 ] |
| 9 maggio 2012    | 14 giugno 2022   | Giovanni Petta   |                                              | Sindaco | [ 32 ] |
| 14 giugno 2022   | in carica        | Danilo Parasole  | Impegno comune                               | Sindaco | [ 32 ] |

### Gemellaggi
- Giengen an der Brenz

Per via delle comuni origini, il comune di San Michele di Ganzaria ha contatti culturali col comune di Piana degli Albanesi (PA).